# Ischnochiton rissoi
Ischnochiton rissoi är en blötdjursart som först beskrevs av Charles Payraudeau 1826.  Ischnochiton rissoi ingår i släktet Ischnochiton och familjen Ischnochitonidae. Inga underarter finns listade i Catalogue of Life.